# محمية سوني بونو
محمية سوني بونو الوطنية للحياة البرية – بحر سالتون (بالإنجليزية: Sonny Bono Salton Sea National Wildlife Refuge) هي محمية طبيعية تقع جنوب بحر سالتون في مقاطعة إمبريال، كاليفورنيا، الولايات المتحدة. أُسست المحمية عام 1930، وتُدار من قِبل هيئة الأسماك والحياة البرية الأمريكية بهدف حماية موائل الطيور المهاجرة والحياة البرية الأخرى.

## التسمية
سُمّيت المحمية تكريمًا للنائب والمغني الأمريكي السابق **سوني بونو**، الذي كان من أبرز الداعمين البيئيين لاستعادة النظام البيئي لبحر سالتون وجهود حماية الحياة البرية فيه.

## الجغرافيا والبيئة
تغطي المحمية أكثر من 15,000 فدان (60 كم²)، وتشمل:
- الأراضي الرطبة
- البحيرات المالحة الضحلة
- المزارع المروية
- الصحارى المحيطة

وتُعد منطقة مهمة للطيور المائية، إذ تقع على مسار الطيران المحيطي الباسيفيكي، ويُرصد فيها أكثر من 400 نوع من الطيور سنويًا، بما في ذلك:
- البجع الأمريكي
- مالك الحزين الأزرق الكبير
- طيور الكركي
- البط والوز المهاجر

## التحديات البيئية
تعاني المحمية من تدهور بيئي متسارع نتيجة:
- انخفاض منسوب بحر سالتون
- ارتفاع ملوحة المياه
- تلوث الرواسب
- انحسار الموائل الرطبة

وقد أثارت هذه التغيرات مخاوف بيئية وصحية كبيرة، ودعت إلى تدخلات لإعادة تأهيل النظام البيئي المحلي.

## الأنشطة والزوار
توفر المحمية فرصًا لمراقبة الطيور، والمشي في الطبيعة، والتصوير، والتوعية البيئية، وتُعد من أهم الوجهات البيئية في جنوب كاليفورنيا لعشاق الحياة البرية.

## وصلات خارجية
- الموقع الرسمي – هيئة الأسماك والحياة البرية الأمريكية
- مقالة لوس أنجلوس تايمز عن سوني بونو والبيئة